# よしもと映画研究部
よしもと映画研究部 （よしもとえいがけんきゅうぶ、通称「映話」）とは、映画大好きな吉本芸人によって構成されているグループで、定期的にライブも開催されている。

## メンバー
- 2丁拳銃 川谷修士 ／大阪NSC12期生
- COWCOW 山田與志 ／大阪NSC12期生
- ニブンノゴ! 宮地謙典
- POISON GIRL BAND 阿部智則 、吉田大吾 ／東京NSC4期生
- LLR 福田恵悟 ／東京NSC7期生
- マキシマムパーパーサム 長澤喜稔 ／東京NSC6期生
- ガリットチュウ 熊谷茶 ／東京NSC2期生
- ライパッチ 田中慎 ／東京NSC7期生

## 概要
- 映画が大好きである、2丁拳銃の修士とCOWCOWの與志によって発案されたグループで、初期メンバーはこれにPOISON GIRL BANDの阿部を加えた3名だけであった。
- 続いて、ニブンノゴ!の宮地とLLRの福田が、更にPOISON GIRL BANDの吉田とマキシマムパーパーサムの長澤が加わり、最近まで7名で活動していた。
- 最近になって、ガリットチュウの熊谷とライパッチの田中が加わり、現在は9名で活動している。
- とにかく、映画に関する事であれば、何でもチャレンジし行う「映話」というライブを定期的に開催しており、基本的にはオールナイトで行われている。
- このライブ時に、必ず映画タイトルにちなんだカクテルを作る事になっており、その日限定で味わえることになっている。
- 当初は、與志がデザインした「映話 Tシャツ」をみんなで着てライブに挑む事になっていたが、現在では毎回着ているのは修士のみで、修士曰く「もはや、みんな（映話）Tシャツなくしたとしか思えない」。
- ライブの最後には修士の、「もうえいわ（映話）！」という言葉で〆られる。
- 将来的には、このメンバーで映画を撮るのを目標にしている。

## 活動
- 主に新宿にあるトークライブハウス「Loft/PLUS ONE」にてオールナイトでライブを開催する。
- ヨシモト∞ホールでもライブ開催される事がある。
- 「第3回 沖縄国際映画祭」のカウントダウンフェスタである、桜坂劇場での映画上映ホールでのトークショーや、パレットくもじで開催されていた映画イベントの出演など、映画祭期間のイベントによしもと映画研究部メンバーとして出演。

## 作品
YOSHIMOTO DIRECTOR'S 100 （吉本興業） 監督作品。
- 修士 監督 ／「313」
  - 「内容」 ： ホラー作品。浮気をした男性を次々と…
- 與志 監督 ／「ふたり笑い」 主演はブラックマヨネーズ
  - ノンバーバル（非言語）作品で、監督だけでなく、撮影・製作・作曲も自身で行っている。
  - バックの音楽は與志の弾き語り鼻歌を、ピアニストの松田光弘さんが編曲、演奏したもの。
  - 愛機のNikonD60で撮影した写真を繋げ合わせて作られた映像作品である。
  - 「内容」 ： 芸人を目指し、素人時代から傍に居て、応援し続けてくれていた彼女といつも2人3脚であったが…
- 吉田 監督 ／「ドリーム」
  - 「内容」 ： 眠っている赤ちゃんがみているひとときの夢がどんどん展開していく！
- 阿部 監督 ／「相撲倶楽部」
  - 「内容」 ： 仕事帰りや合間に、疲れた人達が相撲をとっていく。

※ 以上よしもと映画研究部としての作品ではないが、「第1回 沖縄国際映画祭」にて吉本芸人が作る短編映画の監督～100人が映画撮りました～という企画よる映話メンバーの監督作品。